# Prince de Cystria
Bertrand de Faucigny-Lucinge, surnommé Prince de Cystria, né le 3 décembre 1898 à Paris et décédé le 22 février 1943 également dans la capitale, est un aristocrate et un pilote automobile français privé, gentleman driver sur des voitures Bugatti. 

## Biographie

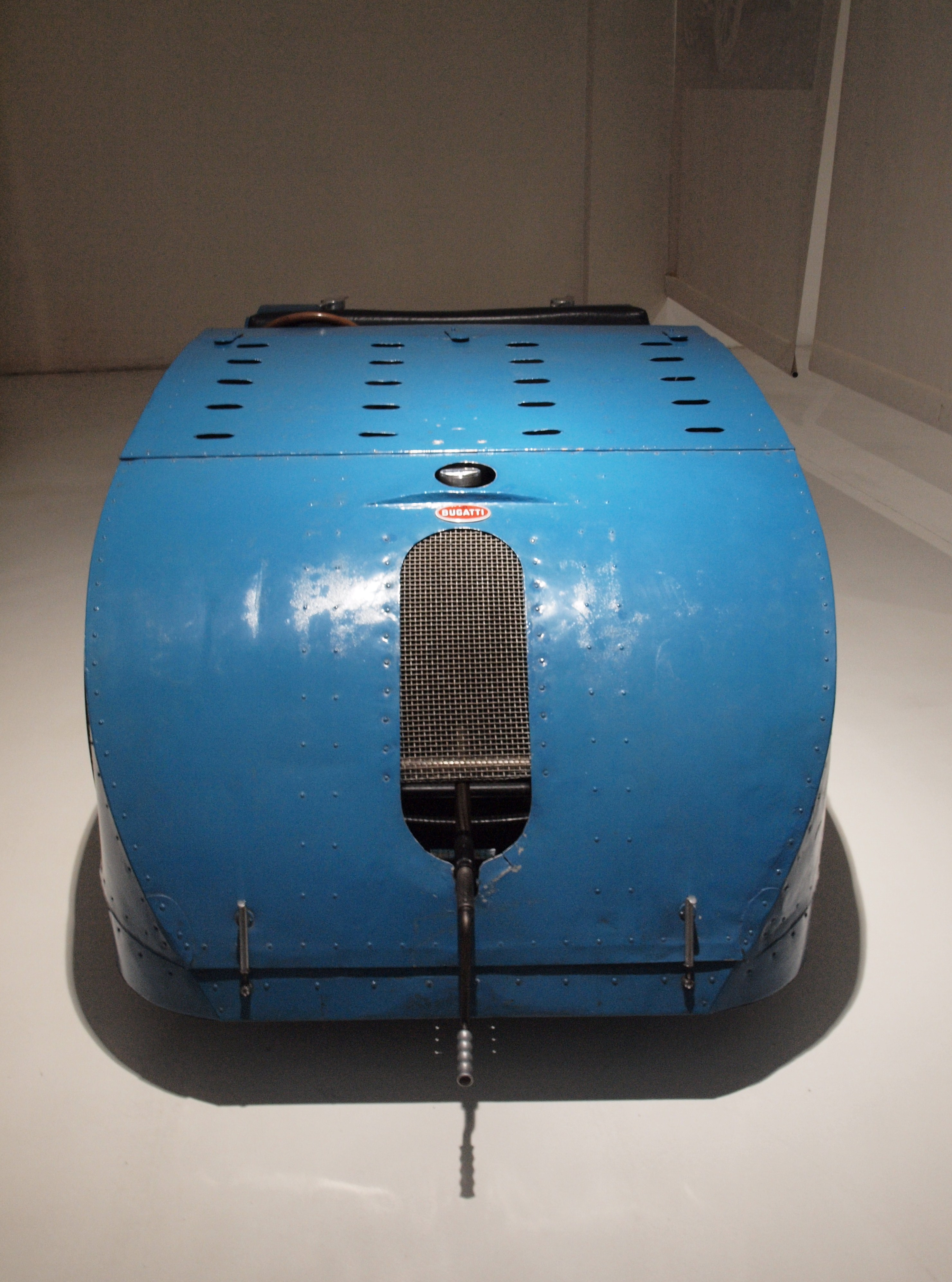
La Bugatti Type 32 Tank de face (collection Schlumpf).

Bertrand Marie Ponce François Raphaël est le fils du prince Ferdinand de Faucigny-Lucinge (1868-1928) et de sa première épouse, née Raphaële Cahen d'Anvers. Veuf, son père se remarie en 1901 avec May Ephrussi, dont il aura deux autres enfants.
Il est le petit-fils du prince Charles de Faucigny Lucinge, député des Côtes du Nord, un descendant du Roi Charles X.
Issu de la Maison de Faucigny-Lucinge, il porte les titres de prince de Faucigny-Lucinge et Coligny, prince de Cystria.
Il se marie à deux reprises, en 1919 avec la princesse Paule Murat puis, après son divorce en 1926, avec Maria Lydia Hualberta Lloveras en 1927 (une Argentine, amie de Jorge Luis Borges).
De son premier mariage, il a une fille, la princesse Diane de Faucigny Lucinge.
En 1923, il doit revendre le château de Coat-an-Noz propriété des Faucigny-Lucinge depuis 1859 et le vaste domaine qui l'entoure. La même année, il dispute les 500 miles d'Indianapolis, se classant neuvième sur une Bugatti privée alors que les autres pilotes conduisant une voiture de la marque abandonnent (ceux de l'écurie officielle, Pierre de Vizcaya et Louis Zborowski et les autres pilotes privés, les argentins Martín de Álzaga et Raúl Riganti), car le circuit à basse pression de l'huile moteur des véhicules est mal adapté aux conditions de vitesses extrêmes imposées par ce type de course sur circuit ovale.
Quelques semaines plus tard, début juillet, le prince abandonne au Grand Prix de l'ACF à Tours (son coéquipier Ernest Friderich termine troisième). Les quatre pilotes Bugatti (incluant De Vizcaya et Pierre Marco) disposent alors chacun d'une Bugatti Type 32 Tank spécialement conçue. Le prince heurte un banc de sable pendant qu'il est dépassé par Henry Segrave et Albert Divo qui se disputent la première place et il se retire de la course peu après.
En 1924, le prince s'offre une Bugatti Type 23 Torpédo au Salon de l'automobile de Paris. La même année, il participe à la mi-octobre au Grand Prix de l'Ouverture sur le nouveau circuit de Montlhéry lors de la course spécifique aux voiturettes, avec une Austin britannique cette fois (il n'arrive pas à terminer dans les délais impartis pour être classé).